# Junts (Txèquia)
Junts (en txec Spolu) és una coalició electoral de centredreta de Txèquia formada per a les eleccions legislatives de 2021, composta per KDU-ČSL, TOP 09 i l'ODS.

## Història
Després de les eleccions regionals de 2020, el Partit Democràtic Cívic, la KDU-ČSL i TOP 09 van iniciar negociacions per formar una àmplia coalició electoral per a les properes eleccions legislatives de 2021. Així, el 27 d'octubre els presidents Petr Fiala, Marian Jurečka i Markéta Pekarová Adamová signaven un document oficialitzant la coalició i escollint al President de l'ODS Petr Fiala com a candidat a Primer Ministre.
L'11 de novembre, els tres partits acordaven la repartició dels caps de llista a les diferents regions: nou per a l'ODS, tres per a la KDU-ČSL i dos per a TOP 09. Llavors, l'aliança era coneguda als mitjans de comunicació com a la Coalició dels Tres, però el 9 de desembre s'anunciaria el nom definitiu de la candidatura, SPOLU (en català Junts).
Així, a les eleccions legislatives de 2021 la coalició obtindria la primera posició amb prop del 28% dels vots i 71 escons, impulsant un govern amb STAN dirigit pel nou Primer Ministre Petr Fiala, nombrat el 26 de novembre.
Després de la victòria a les eleccions legislatives, els partits van repetir la fórmula per a les eleccions al Senat, nominant 19 candidats conjunts, en nombroses ciutats a les eleccions locals, i nominant tres candidats a les eleccions presidencials, sent elegit finalment el seu candidat Petr Pavel.
Més recentment, el 28 d'octubre de 2024 es signava un nou document que anunciava la disposició dels tres partits fundadors en mantenir la coalició electoral per a les següents eleccions legislatives previstes per l'octubre de 2025.

## Composició
| Partit | Partit                  | Ideologia               | Líder                    | Diputats | Senadors | MEPs   |
| ------ | ----------------------- | ----------------------- | ------------------------ | -------- | -------- | ------ |
|        | Partit Democràtic Cívic | Conservadorisme         | Petr Fiala               | 34 / 200 | 23 / 81  | 4 / 21 |
|        | KDU-ČSL                 | Democràcia cristiana    | Marian Jurečka           | 23 / 200 | 12 / 81  | 2 / 21 |
|        | TOP 09                  | Liberal-conservadorisme | Markéta Pekarová Adamová | 14 / 200 | 6 / 81   | 2 / 21 |

## Resultats electorals

### Cambra de Diputats
| Any  | Líder      | Vots      | %     | Escons   | +/- | Pos. | Govern   |
| ---- | ---------- | --------- | ----- | -------- | --- | ---- | -------- |
| 2021 | Petr Fiala | 1,493,905 | 27.79 | 71 / 200 | 29  | 1r   | Coalició |

### Senat
| Any  | Candidats | 1a volta | 1a volta | 1a volta | 1a volta | 2a volta | 2a volta | 2a volta | Escons  | Total   |
| Any  | Candidats | Vots     | %        | Escons   | Pos.     | Vots     | %        | Pos.     | Escons  | Total   |
| ---- | --------- | -------- | -------- | -------- | -------- | -------- | -------- | -------- | ------- | ------- |
| 2022 | 31        | 360,539  | 32.40    | 19 / 27  | 1r       | 233,294  | 47.80    | 1r       | 19 / 27 | 42 / 81 |

### Eleccions Presidencials
| Any  | Candidat | Candidat        | 1a volta  | 1a volta    | 1a volta | 2a volta            | 2a volta            | 2a volta            |
| Any  | Candidat | Candidat        | Vots      | %           | Resultat | Vots                | %                   | Resultat            |
| ---- | -------- | --------------- | --------- | ----------- | -------- | ------------------- | ------------------- | ------------------- |
| 2023 |          | Petr Pavel      | 1,975,056 | 35,4 / 100  | 2a volta | 3,358,926           | 58,33 / 100         | Elegit              |
| 2023 |          | Danuše Nerudová | 777,080   | 13,93 / 100 | Derrota  | Suport a Petr Pavel | Suport a Petr Pavel | Suport a Petr Pavel |
| 2023 |          | Pavel Fischer   | 376,705   | 6,75 / 100  | Derrota  | Suport a Petr Pavel | Suport a Petr Pavel | Suport a Petr Pavel |

### Eleccions locals
| Any  | Vots       | %     | Pos. | Escons         | +/- |
| ---- | ---------- | ----- | ---- | -------------- | --- |
| 2022 | 13,362,433 | 21.76 | 1r   | 5.974 / 61.780 | Nou |

### Parlament Europeu
| Any  | Líder           | Vots    | %          | Escons | +/– | Grup      |
| ---- | --------------- | ------- | ---------- | ------ | --- | --------- |
| 2024 | Alexandr Vondra | 661,250 | 22.25 (#2) | 6 / 21 | Nou | ECR / EPP |